# ويندوز نبتون
مايكروسوفت ويندوز نبتون (بالإنجليزية: Microsoft Windows Neptune)‏ هو الاسم الرمزي (احتمالي) لإصدار مِن نظام التشغيل مايكروسوفت ويندوز، والذي كان قيد التطوير عام 1999. وقد كان مبنيًّا على نظام التشغيل ويندوز 2000، وقد تَمَّ تصميمهُ استنادًا إلى ويندوز إن تي، هدفت الشركة إلى إنهاء سلسلة ويندوز 9x عند إصدارهُ.

## التاريخ
عندما استمر تطوير نظام التشغيل نبتون، كانت الشركة تعمل أيضًا لتطوير النظام الذي يليهِ، كنظام فرعي مِن نظام ويندوز الذي يحمل الاسم الرمزي ويندوز أوديسي [الإنجليزية]. حيثُ أنَّهُ مِن المقرر أن يخلفهُ نظام آخر يُسمَّى «ويندوز أوديسي 2000» وهو مُوجَّهٌ لبيئة الأعمال ويحتوي على نفس الكود الأساسي مثل نبتون. وفقًا لممثلي مايكروسوفت فإنَّ ويندوز ويسلر [Simple English] هو الاسم الرمزي والنهائي للنظام الأساسي الخاص بويندوز. أي تم دمج العمل الجاري كُلٍ مِن نبتون «Neptune» وأوديسي «Odyssey» في عملٍ واحد يُعرف باسم ويسلر «Whistler».

## انظُر أيضًا
- ويندوز أوديسي [الإنجليزية]
- ويندوز إكس بي
- ويندوز فيستا